# Cindy Cunningham
Cynthia "Cindy" Cunningham-Savage (apellido de soltera Cunningham, previamente Hutchinson, Longford y Nightingale) es un personaje ficticio de la serie de televisión británica Hollyoaks, interpretada por la actriz Stephanie Waring desde 1996, hasta ahora. Anteriormente Cindy fue interpretada por la actriz Laura Crossley del 4 de diciembre de 1995 hasta  1996.

## Biografía
En agosto del 2013 Cindy termina acostándose con Paul Browning el esposo de Mercedes McQueen de quien en ese momento se encontraba separado, cuando Paul y Mercedes regresan y Cindy lo amenaza con decirle a Mercedes que habían tenido una aventura si no le daba dinero, Paul decide pagarle a Cindy pero cuando ella rechaza el dinero Paul se vuelve loco y la estrangula dejándola por muerta, Cindy recupera la consciencia pero cuando intenta pararse con la ayuda de un estante este se desprende lo que ocasiona que Cindy quede inconsciente. Al día siguiente Dirk Savage la encuentra y llama a la ambulancia, cuando Cindy se recupera aunque al inicio está asustada de que Paul la intenta matar nuevamente, le dice a la doctora Lindsey Butterfield que quiere denuncia la agresión a la policía pero no le dice quién es el responsable, sin embargo cambia de parecer cuando Paul la amenaza con matar a su hija Holly Cunningham.
Poco después Cindy finalmente le revela a Lindsey que la persona que la había atacado era Paul y Lindsey le revela que él también había intentado atacarla, ambas deciden intentar convencer a Mercedes que Paul es peligroso luego de que regresara con él pero ella no les cree, sin embargo cambia de parecer cuando una grabación muestra Paul disparándole a su madre, Myra, por lo que es arrestado y enviado a prisión. Poco después Cindy queda horrorizada cuando descubre que está embarazada de él.
Después del ataque Cindy comienza a sufrir ataques de agorafobia, su amistad con Lindsey se fortalece y Cindy encuentra en Mercedes a una aliada, cuando Mercedes se encuentra celebrando su cumpleaños número 30 Paul la secuestra y Cindy y Lindsey deciden ir a rescatarla, cuando la encuentran Paul la está atacando por lo que Cindy lo golpea en la cabeza con una pala, poco después Paul recupera la conciencia y Mercedes lo golpea nuevamente lo que le causa la muerte. Poco después Cindy comienza una relación con Dik Savage y cuando este comienza a sospechar de que Cindy no quiera pelear con Mercedes por el dinero de Browning para tener ayuda para el bebé, Cindy finalmente le cuenta todo lo sucedido.
Cuando la detective Sam Lomax comienza a investigar la desaparición de Browning, Dirk decide echarse la culpa de su muerte para proteger a Cindy, Lindsey y Mercedes, sin embargo Cindy decide decir la verdad y va a la estación de policía con Lindsey y Mercedes y las tres le cuentan la verdad sobre la muerte de Browning y todo lo que él les había hecho, después de escuchar todo Sam decide dejarlas en libertad y les dice que nunca le digan a nadie lo que hicieron.
En junio del 2014 se revela que Cindy tiene trastorno bipolar y poco después comienza a alucinar y creer que Rhys todavía está vivo y que todavía tiene una aventura con él.